# هيكتور كاراسكو
هيكتور كاراسكو هو لاعب كرة قاعدة دومينيكاني، ولد في 22 أكتوبر 1969 في سان بيدرو دي ماكوريس في جمهورية الدومينيكان.

## وصلات خارجية
- هيكتور كاراسكو على موقع دوري كرة القاعدة الرئيسي (الإنجليزية)
- هيكتور كاراسكو على موقع الدوري الياباني لكرة القاعدة (الإنجليزية)
- هيكتور كاراسكو على موقعبيزبول رفرنس.كوم (الدوري الرئيسي) (الإنجليزية)
- هيكتور كاراسكو على موقعبيزبول رفرنس.كوم (الدوري الثانوي) (الإنجليزية)
- هيكتور كاراسكو على موقع إي إس بي إن.كوم (أم.أل.بي) (الإنجليزية)
- هيكتور كاراسكو على موقع مشجعي الرسوم البيانية (الإنجليزية)